# Tombili

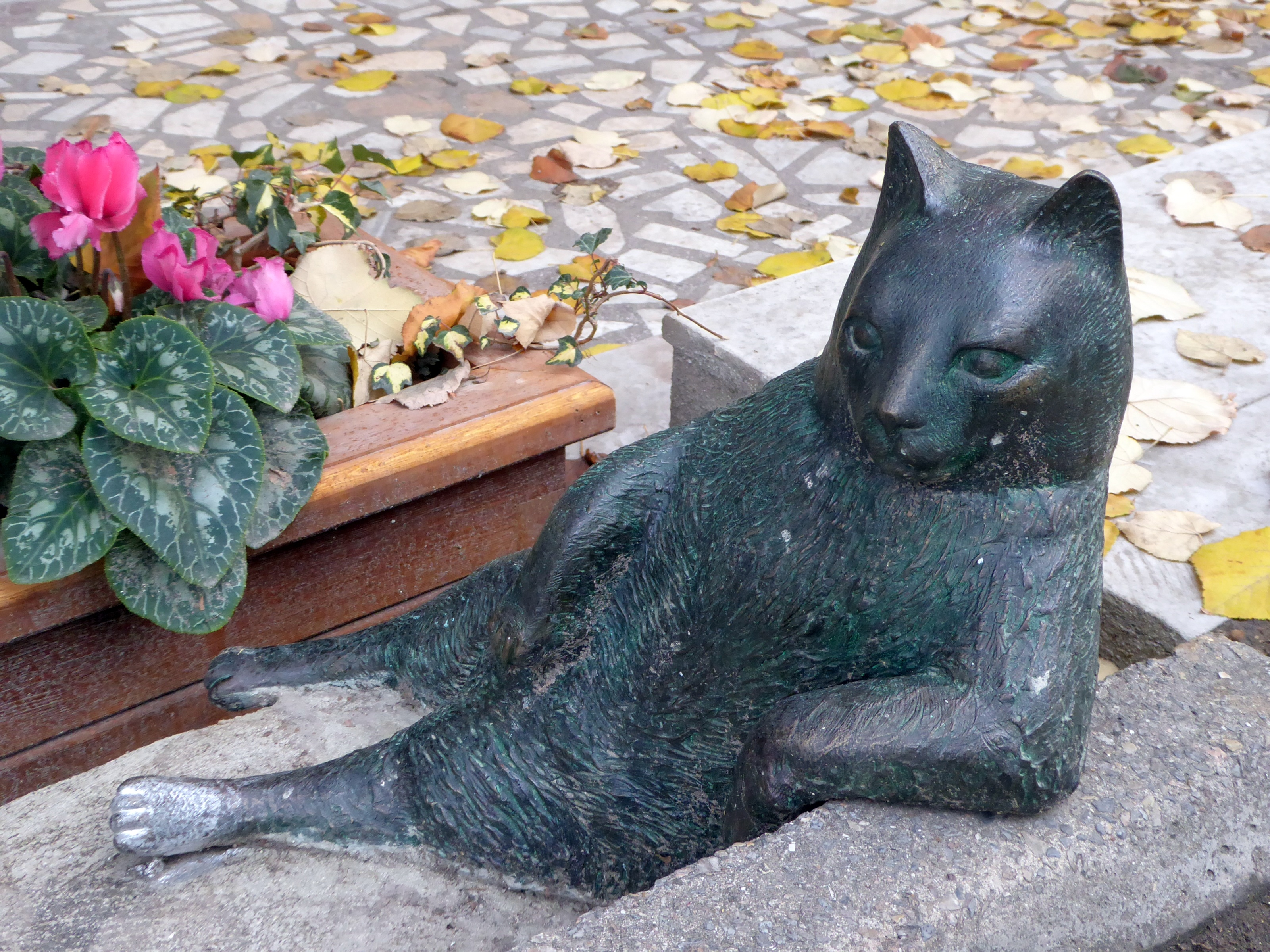
Tượng mèo Tombili bằng đồng tại Ziverbey (Kadıköy), Istanbul

Tombili (nơi sinh và ngày chưa biết, mất ngày 1 tháng 8 năm 2016 tại Istanbul) là một con mèo hoang. Nó được cả thế giới biết đến vì một bức ảnh chụp cảnh nó đang nằm trên vỉa hè. Thành phố Istanbul vinh danh Tombili sau khi nó chết bằng cách cho tạc một bức tượng mang hình hài của nó.

## Cuộc đời
Tombili (biệt danh tiếng Thổ Nhĩ Kỳ phổ biến cho "thú cưng mũm mĩm") là một con mèo đường phố sống ở Ziverbey ở quận Kadıköy của Istanbul. Con mèo trở nên nổi tiếng với cư dân trong khu phố vì sự thân thiện và cách nó chống lại việc bị giẫm lên. Kết quả của một bức ảnh về tư thế này, con mèo đã được biết đến trên toàn thế giới trên mạng xã hội và trở thành một hiện tượng internet. Ở huyện Kadıköy, nó đã được mọi người "sùng bái". Năm 2016, Tombili ngã bệnh nặng và cuối cùng qua đời vào đầu tháng 8.
Sau khi Tombili qua đời, một bản kiến nghị để nhắc nhớ đến kỷ niệm về nó đã nhận được 17.000 chữ ký và Thị trưởng Kadıköy Aykurt Nuhoğlu đã đồng ý chính thức kỷ niệm về cuộc đời Tombolo. Một nhà điêu khắc địa phương, Seval Şahin, đã thực hiện một tác phẩm điêu khắc tái tạo lại tư thế đã đạt được danh tiếng của cô, được khánh thành cho Ngày Thế giới Động vật hoang dã vào ngày 4 tháng 10 năm 2016. Hàng trăm người đã đến để bày tỏ sự kính trọng của họ, và phó thị trưởng Kadıköy Başar Necipoğlu đã phát biểu tại sự kiện này, được thực hiện trên truyền hình Thổ Nhĩ Kỳ.
Một tháng sau, tác phẩm điêu khắc bị mất tích. Một bức ảnh được chia sẻ trên phương tiện truyền thông xã hội cho thấy bức tượng bị mất khỏi vị trí của nó, chỉ để lại những mảng đồng thau của tác phẩm điêu khắc. Thành phố Kadıköy đã thông báo vào ngày 8 tháng 11 năm 2016 rằng bức tượng đã bị đánh cắp, gây ra sự phản đối và lo ngại cả ở Thổ Nhĩ Kỳ và các nơi khác. Tuy nhiên, vào ngày 10 tháng 11 năm 2016, bức tượng đã được trả lại an toàn.